# Аккам, Дэвид
Дэ́вид Акка́м (англ. David Accam; род. 28 сентября 1990, Аккра, Гана) — ганский футболист, нападающий. Выступал в сборной Ганы.

## Клубная карьера

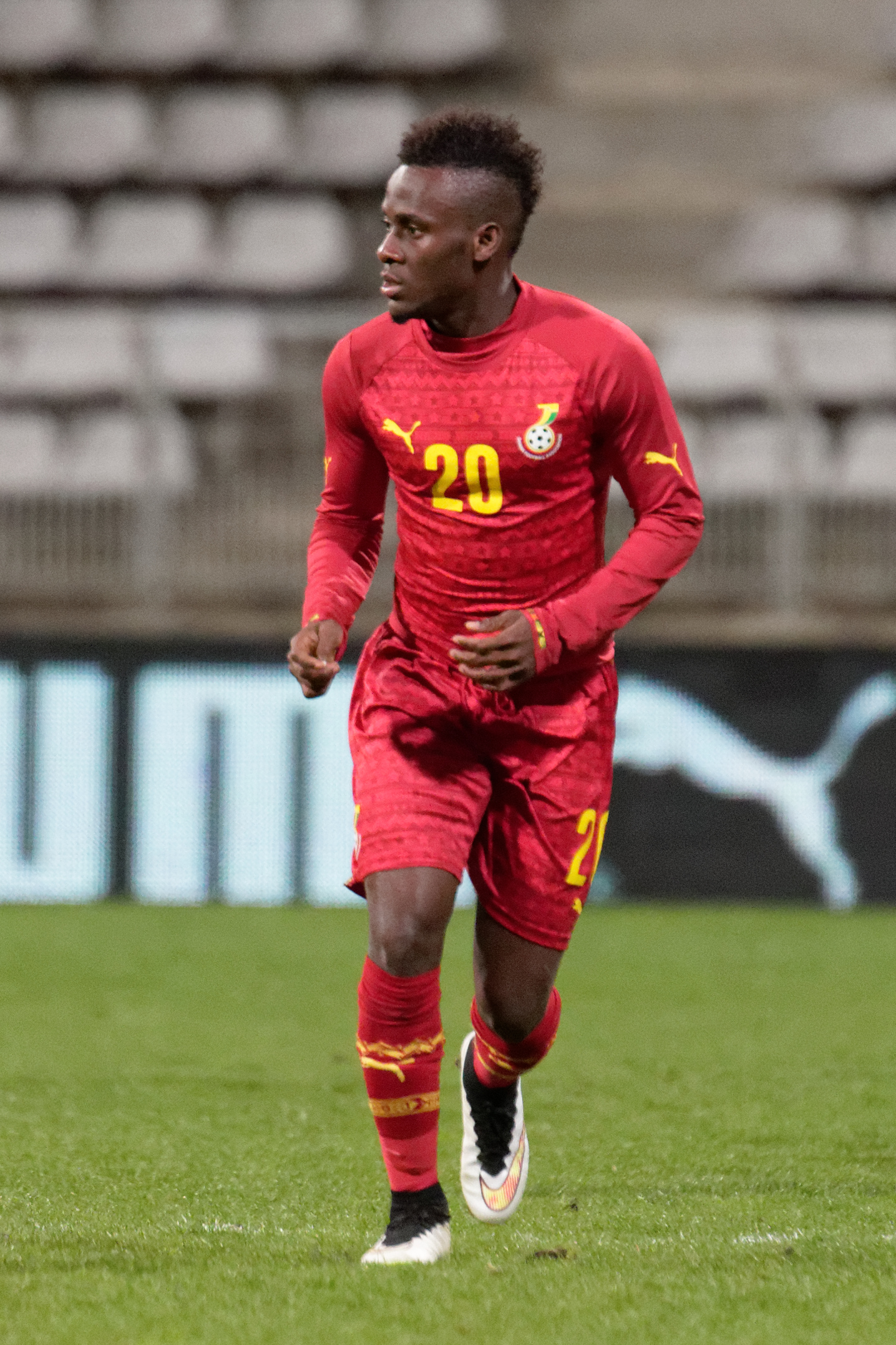
Аккам в составе сборной Ганы

Аккам начал карьеру на родине поступив в известную футбольную академию «Право на мечту». После её окончания он переехал в Англию, где учился в колледже Хартпюри и играл за клубы низших дивизионов «Ледбери Таун» (лига графства Уэст-Мидлендс) и «Эвешем Юнайтед» (Южная футбольная лига).
В 2012 году клуб первого шведского дивизиона «Эстерсунд» предложил Дэвиду контракт. В 13 матчах Аккам забил 8 голов став лучшим бомбардиром клуба. Летом 2012 года результативного нападающего переманил «Хельсингборг». Сумма трансфера составила 235 тыс. шведских крон. 18 августа в поединке против «Эльфсборга» он дебютировал в Алсвенскане. 2 сентября в матче против АИК Аккам забил свой первый гол за «Хельсингборг». В 2014 году Дэвид помог клубу занять второе место в первенстве Швеции, забивая в каждом втором поединке. После такой уверенной игры интерес к нему проявляли мексиканский «УАНЛ Тигрес», московский ЦСКА, а также немецкий «Айнтрахт» и «Штутгарт».
19 декабря 2014 года Аккам перешёл в клуб MLS «Чикаго Файр», подписав контракт по правилу назначенного игрока. В американской лиге он дебютировал 22 марта 2015 года в матче первого тура сезона против «Сан-Хосе Эртквейкс». 24 апреля в поединке против «Нью-Йорк Сити» Дэвид забил свой первый гол в MLS. В октябре 2015 года Аккам получил грин-карту, поэтому перестал считаться легионером в MLS.
19 января 2018 года Аккам перешёл в «Филадельфия Юнион» за $1,2 млн в распределительных средствах. В матче стартового тура сезона против «Нью-Инглэнд Революшн» 3 марта он дебютировал за «Юнион». 5 июня в матче Открытого кубка США против «Ричмонд Кикерс» он забил свой первый гол за «Юнион». 23 марта 2019 года в матче против «Коламбус Крю» Аккам забил два гола и отдал одну голевую передачу, за что был назван игроком недели в MLS.
8 мая 2019 года Аккам был обменян в «Коламбус Крю» на $500 тыс. в распределительных средствах и место иностранного игрока. 11 мая в матче против «Лос-Анджелеса» он дебютировал «чёрно-золотых». 16 мая было объявлено, что, доиграв сезон 2019 в «Коламбус Крю», 1 января 2020 года Аккам перейдёт в клуб-новичок MLS «Нэшвилл» за $450 тыс. в распределительных средствах. Свой первый гол за «Крю» он забил 11 июня в матче Открытого кубка США против «Питтсбург Риверхаундс».
29 февраля 2020 года Аккам участвовал в дебютном матче «Нэшвилла» в высшей лиге, соперником в котором была «Атланта Юнайтед». 12 августа в матче против «Далласа» он забил гол, принёсший «Нэшвиллу» первую победу в MLS. 28 января 2021 года Аккам отправился в клуб чемпионата Швеции «Хаммарбю» в аренду на 12 месяцев с опцией выкупа. За «Хаммарбю» он дебютировал 1 апреля в четвертьфинале Кубка Швеции против «Треллеборга», в котором, выйдя на замену, забил гол. По окончании сезона 2021 «Нэшвилл» не стал продлевать контракт с Аккамом.

## Международная карьера
15 ноября 2014 года в отборочном матче Кубка Африки 2015 против сборной Уганды Аккам дебютировал за сборную Ганы, заменив во втором тайме Кристиана Атсу.
В 2015 году Дэвид завоевал серебряные медали на Кубке африканских наций в Экваториальной Гвинее. На турнире он сыграл в матче против сборной Сенегала.
14 июня в отборочном матче Кубка Африки 2017 против сборной Маврикия Аккам забил свой первый гол за национальную команду.

### Голы за сборную Ганы
| #   | Дата         | Место                      | Противник | Счёт | Результат | Соревнование                     |
| --- | ------------ | -------------------------- | --------- | ---- | --------- | -------------------------------- |
| 01. | 14 июня 2015 | Аккра Стэдиум, Аккра, Гана | Маврикий  | 7:1  | 7:1       | Кубок Африки 2017 (квалификация) |

## Достижения
Международные
 Гана
- Кубка африканских наций — 2015